# سیجلند (کالیفرنیا)
سیجلند (به انگلیسی: Sageland) یک منطقهٔ مسکونی در ایالات متحده آمریکا است که در شهرستان کرن، کالیفرنیا واقع شده‌است. سیجلند ۱٬۲۲۷ متر بالاتر از سطح دریا واقع شده‌است.